# Kinabalu
Der Kinabalu, Gunung Kinabalu (mal. Gunung = „Berg“) oder Mount Kinabalu ist der höchste Berg Malaysias. Er ist 4095 m hoch und liegt im malaysischen Bundesstaat Sabah, im Nordteil Borneos. Der Kinabalu ist etwa 50 km von Kota Kinabalu, der Hauptstadt des Staates, entfernt. Er macht einen Teil der Gebirgskette Crocker Range aus, die sich quer durch Sabah zieht und den Staat in einen West- und einen Ostteil teilt.

## Name
Die Herkunft des Namens Kinabalu wird unterschiedlich erklärt. Der Name „Kinabalu“ leitet sich einer Erklärungsform nach von dem Kadazandusun-Begriff „Aki Nabalu“ ab, was so viel wie „der verehrte Ort der Toten“ bedeutet. Eine andere Herleitung nennt eine Sage, nach der der Name Kinabalu auf „Cina Balu“ (Chinesische Witwe) zurückgeführt wird. Demnach handelte es sich um eine Chinesin, die jahrelang vom Gipfel des Kinabalu „nach ihrem Ehemann Ausschau hielt, der nach China gereist und dort von seinen Eltern gezwungen worden war, eine andere Frau zu heiraten. Als die zu Hause gebliebene Frau schließlich starb, verwandelten sie die Geister des Berges in einen Stein, der auf das Südchinesische Meer hinausblickte. So konnte sie für immer nach ihrem Ehemann Ausschau halten.“

## Geologie
Der Kinabalu besteht größtenteils aus Granit (Adamellit) und ist geologisch gesehen mit einer Entstehungszeit von vor 15 Millionen Jahren noch sehr jung. Er hebt sich heute noch jährlich um 5 mm. Während der Eiszeit war der Gipfel vergletschert. Der höchste Gipfel heißt Low’s Peak. Diese Bezeichnung ehrt den Briten Hugh Low, der als erster bekannter Besteiger des Kinabalu gilt.
Am 5. Juni 2015 ereignete sich ein Erdbeben der Stärke 5,9 bis 6,0, das Erd- und Felsrutsche und Steinschlag auslöste und mindestens 19 Menschen tötete.

## Vegetation

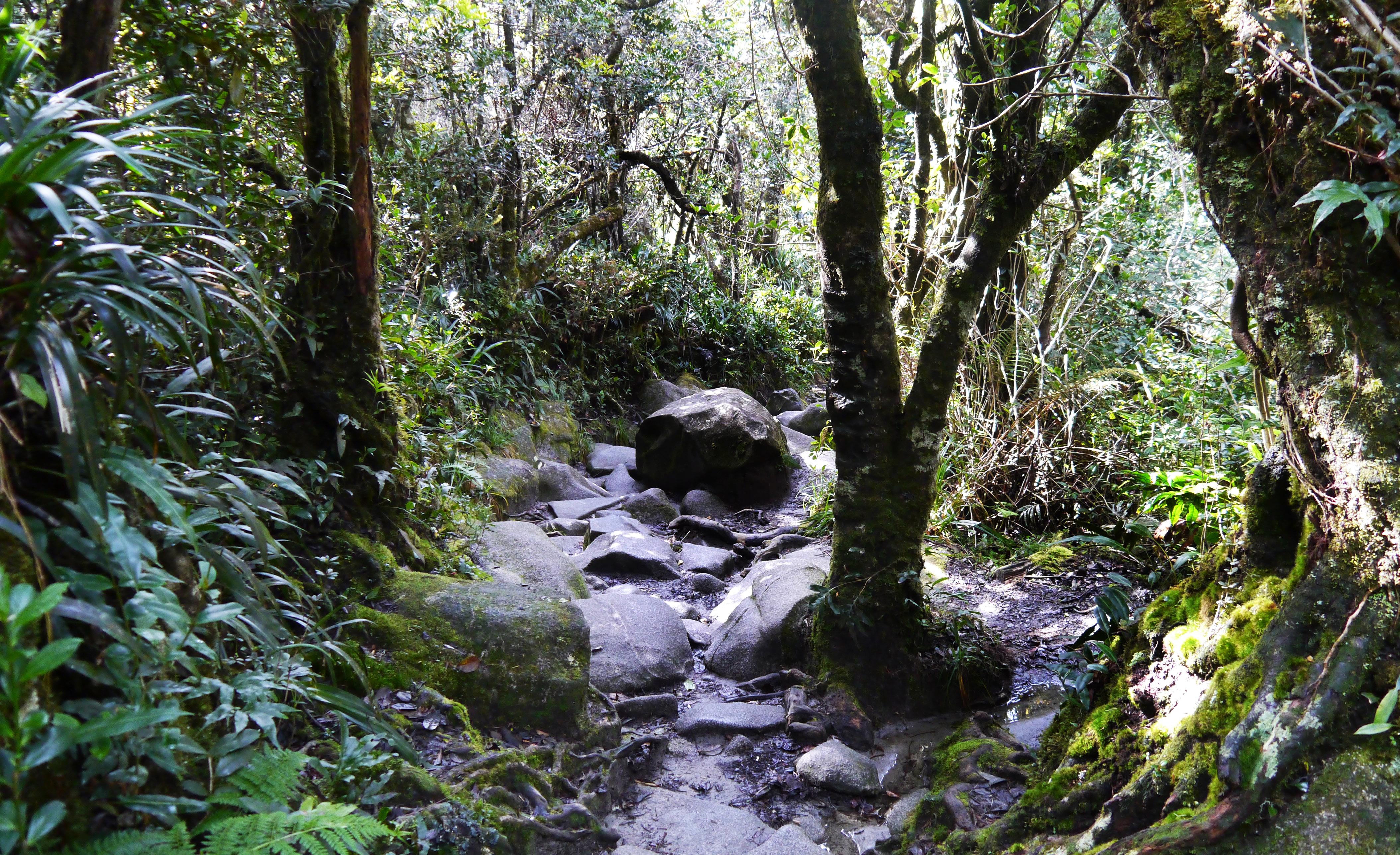
Im Nebelwald des Kinabalu

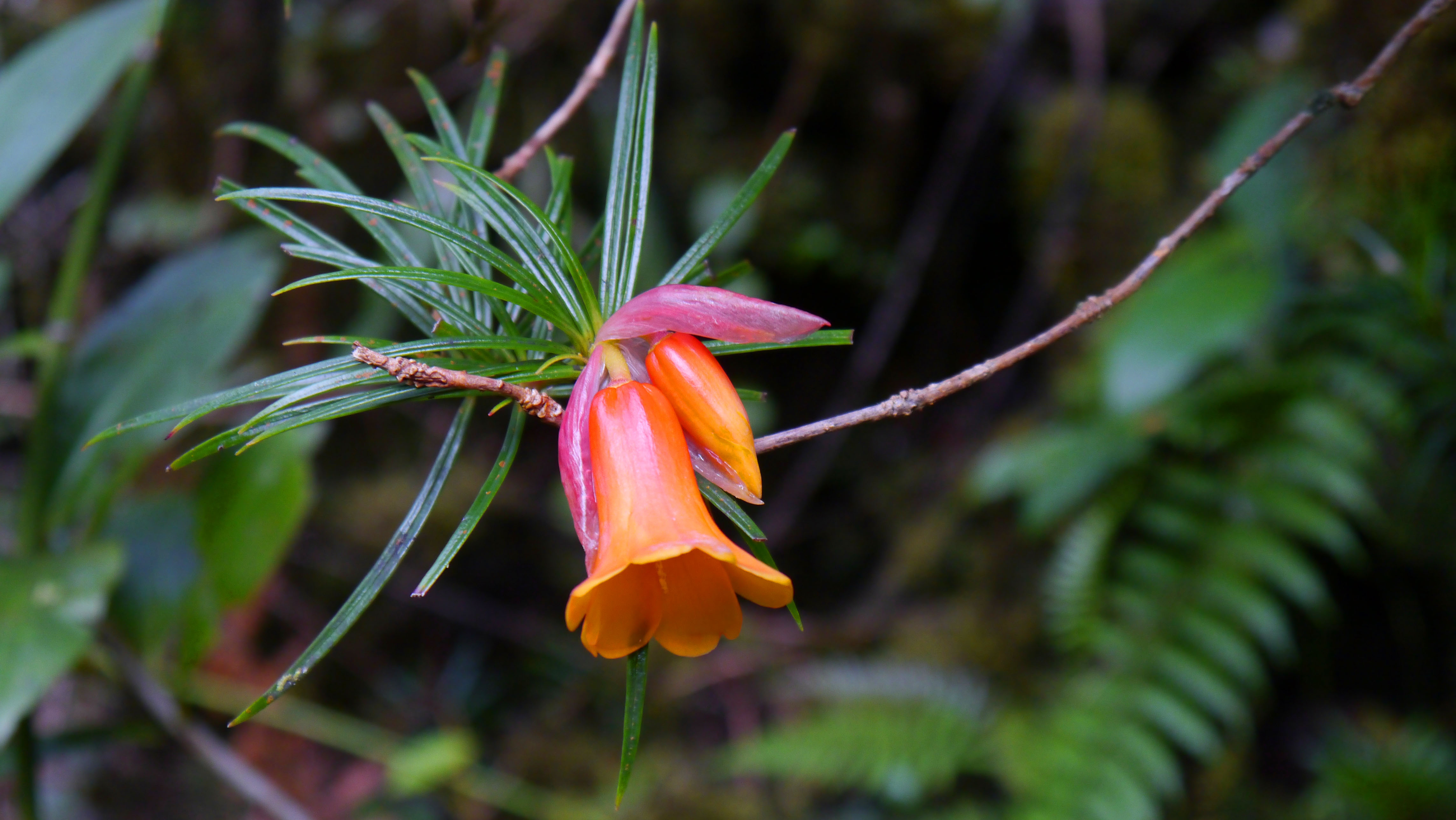
Rhododendron stenophyllum am „Summit Trail“, Mount Kinabalu National Park

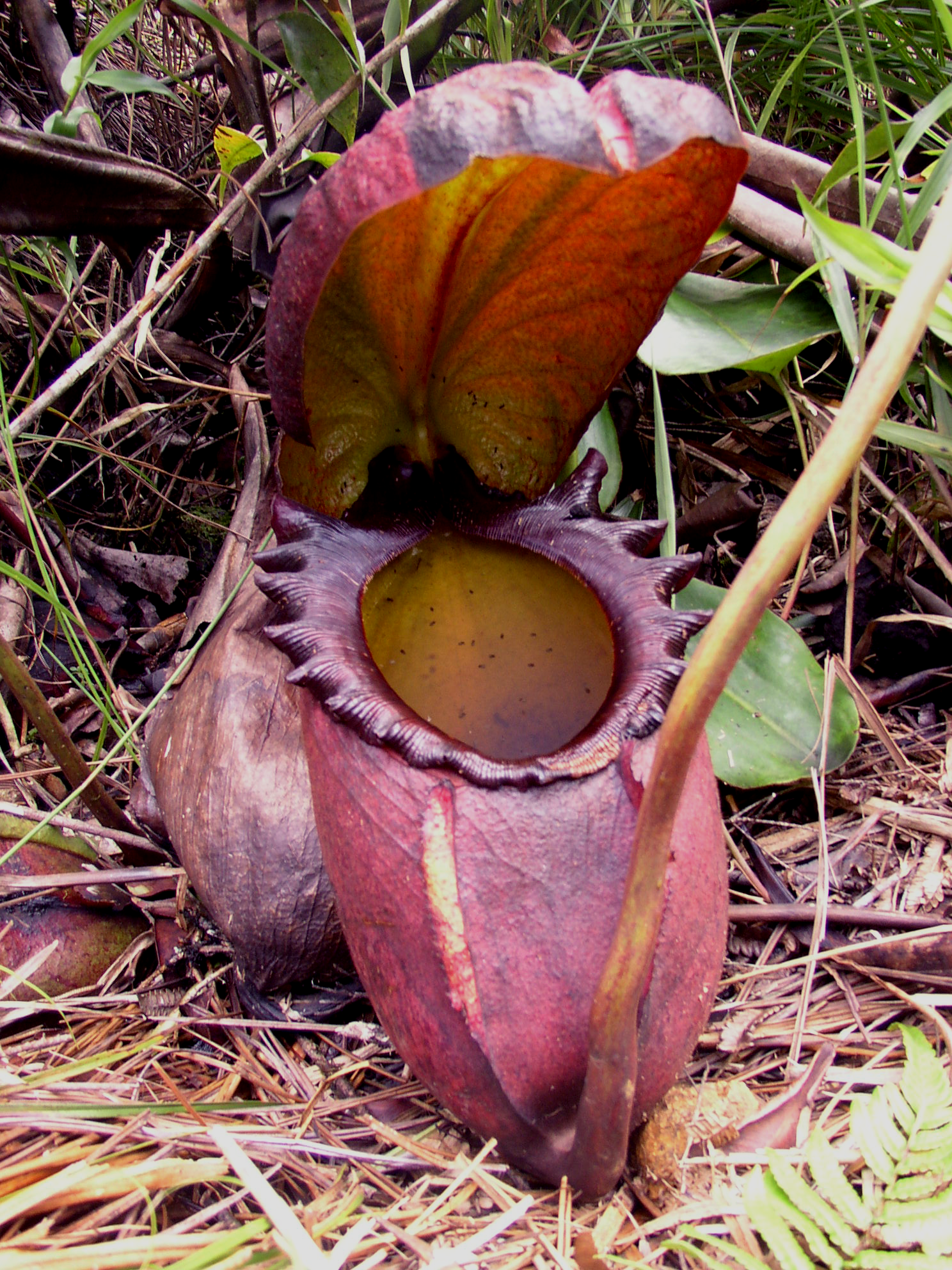
Bodenkanne der Kannenpflanzenart Nepenthes rajah, Mount Kinabalu

Die Pflanzenwelt des Kinabalu ist äußerst vielfältig. Sie enthält 5000 bis 6000 Gefäßpflanzen. Seltene und ungewöhnliche Arten und viele Endemiten haben sich dort und im Nationalpark entwickelt. Die Kannenpflanzen Nepenthes villosa und Nepenthes rajah sowie die Frauenschuh-Orchideen Paphiopedilum rothschildianum und Paphiopedilum dayanum kommen nur auf ultramafischen Böden im Nationalpark Kinabalu vor.
Am Kinabalu findet man folgende Höhenstufen:
- Die planare Vegetationszone bis 350/600 m wird von Dipterocarpaceen-Tieflandregenwäldern gebildet.
- Die kolline Höhenstufe bis 900 m wird ebenfalls von Diperocarpaceen-Regenwald gebildet, in dem jedoch zudem tropische Eichen und Kastanien häufig sind.
- Die submontane Stufe, die bis 1700/1800 m reicht, wird von tropischen Eichen u. a. Buchengewächsen dominiert.
- In der mittleren Montanstufe wachsen bis auf 2000/2350 m Steineiben- und Myrtengewächse.
- Bis auf 2600/2800 m bildet ein Nebelwald aus Myrten- und Buchengewächsen die hochmontane Höhenstufe, die mit epiphytischen Moosen und Flechten überwachsen sind. Weitere häufige Gehölze sind verschiedene Rhododendronarten und einige Nadelhölzer wie die Blatteiben. Die insektivoren Kannenpflanzen sind hier besonders häufig vertreten. Fünf Rhododendron-Arten sind am Kinabalu endemisch.[14]
- Das subalpine Waldgrenz-Ökoton beginnt mit einem krüppelwüchsigen Elfenwald, der in Heidekrautgewächse und schließlich in eine Kräuterflur bis auf 3400/3700 m übergeht.
- Bis zum Gipfel auf 4095 m wachsen nur noch vereinzelte tropisch-alpine Zwergsträucher- und Kräuterheiden sowie Gräser.

Der Kinabalu bildet ein Biodiversitätszentrum für Kannenpflanzen (Nepenthes), Orchideen und Rhododendren.

### Endemiten
Zu den endemischen Arten gehören die Kannenpflanzenarten Nepenthes edwardsiana und Nepenthes burbidgeae sowie die oben bereits aufgrund ihrer Anpassung an spezielles Gestein erwähnten Nepenthes rajah und Nepenthes villosa.
Die häufigste Kannenpflanzenart, die in diesen Wäldern vorkommt, ist Nepenthes lowii.
Von den mehr als 79 dort vorkommenden Feigenarten sind drei endemisch.

## Tierwelt
Thomas-Zwerghörnchen, Schwarze Spitzmäuse und Kinabalu-Spitzmäuse sowie über 1000 Mottenarten, zahlreiche kleine Reptilien, darunter die endemische Agamenart Hypsicalotes kinabaluensis, Insekten und Spinnen kommen dort vor. Müller-Gibbons und Orang-Utans sind ebenfalls dort anzutreffen.

## Infrastruktur
Die Sayat-Sayat-Hütte (3668 m) ist die höchstgelegene Unterkunftsmöglichkeit. Darunter liegen die Regenunterstände Kandis Shelter (1981 m), Ubah Shelter (2081,4 m), Lowii Shelter (2267 m), Villosa Shelter (2691 m) und Paka Shelter (3080 m). Dazu gibt es noch das Laban Rata Resthouse, die Pendant-Hütte, sowie die Lemaing-, Mokodou- und Kinotoki-Hütte.

## Wetter
Auf dem Kinabalu ist das Wetter sehr wechselhaft, oft beginnt der Tag sonnig oder neblig und im Verlaufe des Mittags wird er in Wolken eingehüllt. Dazu kommen starke Regengüsse oder Gewitter, die manchmal sogar mit Schnee vermischt sein können. Der Schnee bleibt aber nicht liegen. Nachts und am frühen Morgen herrschen auf dem Gipfel oft leichte Minusgrade. Eine hochstehende, stechende Sonne und hohe Luftfeuchtigkeit können auch die kaum 10 °C Mittagstemperatur unangenehm werden lassen. Des Öfteren weht auf dem Gipfel ein starker Wind mit Böen um 120 km/h.

## Besteigung

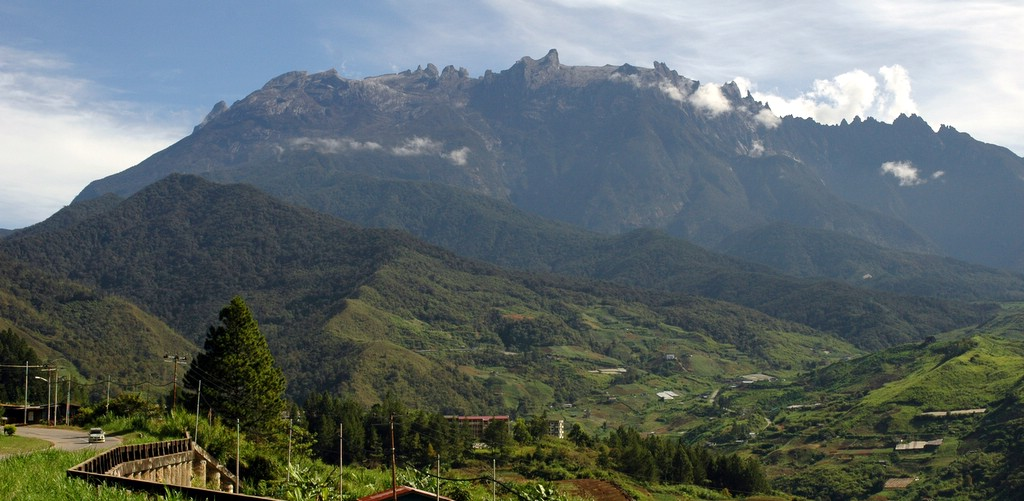
Blick auf den Kinabalu von Kundasan

Touristisch ist der Kinabalu gut erschlossen: Nach der Pflichtanmeldung im Nationalpark werden die Touristen in Gruppen einheimischen Führern zugeteilt. Am ersten Tag fährt man morgens mit dem Minibus vom Verwaltungsgebäude des Parks bis zum Timpohon Gate in 1800 m Höhe (Bus- und Taxistand). Von dort wandert man bis zu den Laban-Rata-Hütten in 3200 bis 3300 m Höhe, wo man übernachtet. Vom Startpunkt geht es stetig bergan. Die Wege sind anspruchsvoll, mal mit Wurzeln durchzogen, zeitweise mit unregelmäßigen Stufen und kleinen Felsen. Es sind während des Aufstiegs in regelmäßigen Abständen (ca. alle 500 m) Zapfstellen für Trinkwasser und Regenunterstände („Shelter“) zu finden.
An der Hütte steht eine Übernachtungsmöglichkeit in Mehrbettzimmern mit einem kleinen kantinenartigen Restaurant zur Verfügung. Der Aufstieg erfolgt üblicherweise am frühen Morgen zwischen 2:00 und 3:00 Uhr, da es das Ziel vieler Besteiger ist, den Sonnenaufgang auf dem Berggipfel zu erleben. Für die letzten 800 m Höhenunterschied werden dabei drei bis vier Stunden veranschlagt. Es starten täglich weit über 100 Wanderer.
Darüber hinaus werden auf Nachfrage Eintagestouren angeboten. Diese sind nicht im Vorfeld, sondern nur auf persönliche Nachfrage im Park buchbar. Da die Übernachtung auf der Hütte die größte Kostenposition ausmacht, sind diese Touren wesentlich günstiger. Es werden jedoch nur vier Lizenzen pro Tag ausgegeben.

## Nationalpark Kinabalu

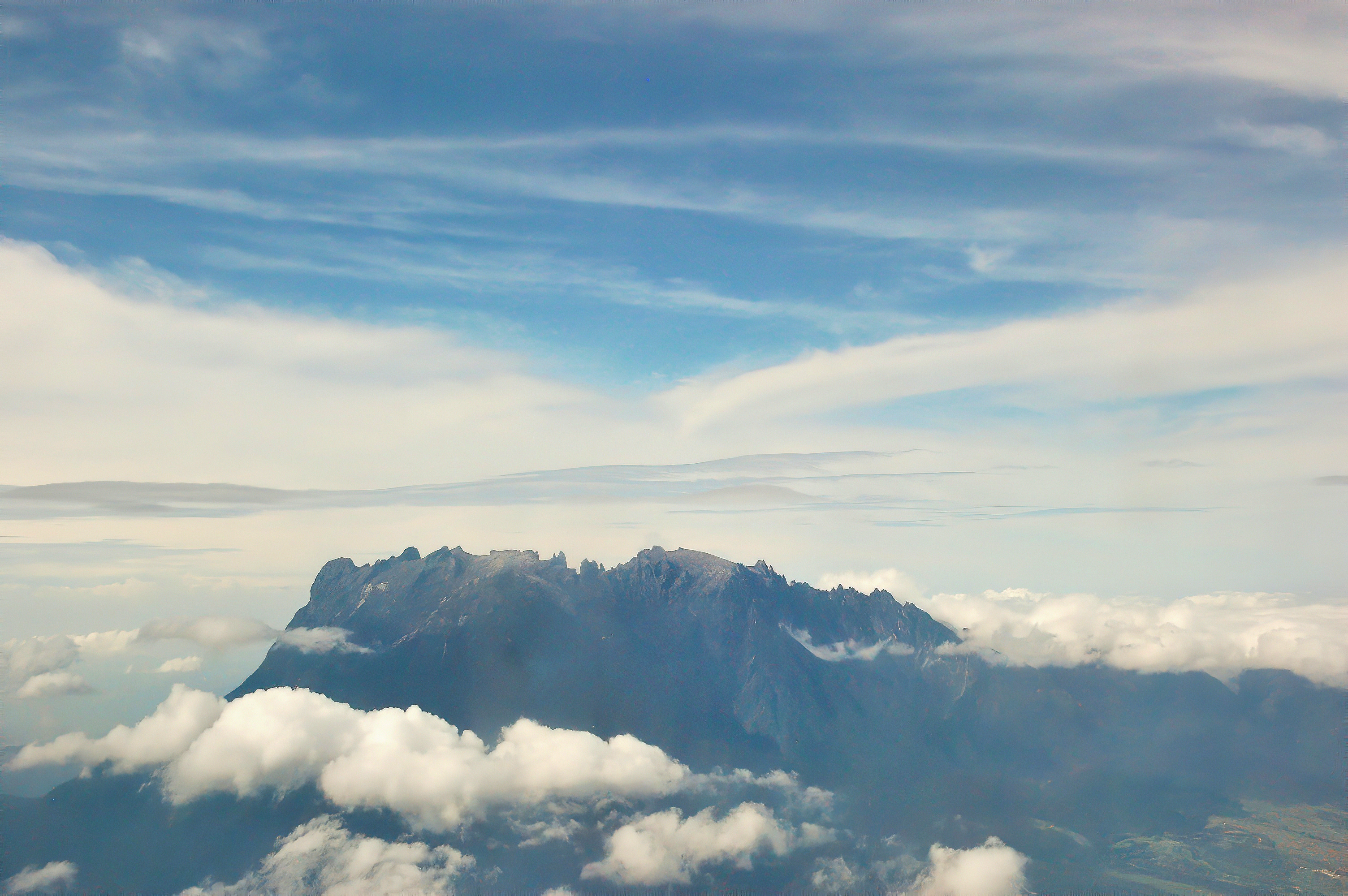
Kinabalu (Luftbild)

Der Kinabalu liegt im gleichnamigen Nationalpark. Dieser ist 75.370 ha groß und wird seit 2000 in der Welterbeliste der UNESCO geführt. Er wurde 1964 zum Schutz des Mount Kinabalu und seiner Pflanzen- und Tierwelt eingerichtet.